# 35 Aquilae
35 Aquilae (35 Aql / c Aquilae / HD 183324 / HR 7400) es una estrella en la constelación del Águila de magnitud aparente +5,79. Se encuentra a 192 años luz del sistema solar.
35 Aquilae es una estrella blanca de la secuencia principal de tipo espectral A0V cuya temperatura efectiva es de aproximadamente 10.325 K.
Brilla con una luminosidad 22 veces mayor que la del Sol, siendo su radio 2,2 veces más grande que el radio solar.
Su velocidad de rotación proyectada, 110 km/s, es comparable a otras estrellas de sus mismas características.
Es una estrella notablemente pobre en metales; su contenido relativo de hierro apenas supone un 7% del encontrado en el Sol.
Tiene una masa de 2,9 masas solares y parece ser una estrella muy joven de sólo 10 millones de años de edad —compárese con el Sol cuya edad es de 4600 millones de años.
35 Aquilae presenta varias características de interés.
Por una parte, existe evidencia de que 35 Aquilae, al igual que otras estrellas semejantes como Denébola (β Leonis) o Merak (β Ursae Majoris), se halla rodeada por un disco de polvo.
Por otra parte, es una estrella Lambda Bootis; este heterogéneo grupo está formado por estrellas con líneas metálicas débiles que muestran una carencia de elementos pesados —particularmente del grupo del hierro— con la clara excepción de carbono, nitrógeno, oxígeno y azufre.
Está catalogada como estrella variable Alfa2 Canum Venaticorum de oscilaciones rápidas, con una pequeña variación en su brillo de 0,04 magnitudes. Recibe la denominación de estrella variable V1431 Aquilae.